# Рутледж, Уильям Скорсби
Уильям Скорсби Рутледж (англ. William Scoresby Routledge; 1859 — 31 июля 1939, Лондон) — британский историк, антрополог и этнограф. Член Королевского географического общества (1900). 
Вместе со своей женой, Кэтрин Рутледж, прославился антропологическими исследованиями нескольких народов, живущих традиционным укладом, а также историко-этнографическим исследованием острова Пасхи (Рапа-Нуи).

## Биография

### Начало пути
Уильям был первым ребенком Уильяма Рутледжа и Энн Софии Твайкросс, которые познакомились и поженились в Мельбурне, Австралия. Родители Рутледжа были образованы и довольно зажиточны, проявляла немалый интерес к науке. Они назвали своего первенца в честь британского исследователя Арктики мореплавателя Уильяма Скорсби, друга семьи (фамилия Скорсби стала для Уильяма вторым именем). Раннее детство Уильяма Скорсби Рутледжа прошло в Австралии, в штате Виктория, а 1867 году семья вернулась в Британию (у Уильяма к этому моменту родилось трое младших сестёр). Вернувшись в Англию, Рутледжи они поселились в Истборне, графство Сассекс.
В 1882 году Уильям окончил Оксфордский колледж Крайст-черч, после чего дополнительно изучал медицину в больнице Университетского колледжа Лондона. В 1883 году он получил премию по физиологии, а в 1888 году — премию Эриксена за достижения в области практической хирургии. Тем не менее, интерес к антропологии и путешествием уже весьма скоро отвлёк его от карьеры врача, так что в сфере медицины он так и не получил учёной степени. 
Осознавая, что в условиях быстрых изменений человеческого общества, происходивших в начале XX века, многие народы, живущие традиционным укладом, рискуют быстро утратить свою культуру, Рутледжи стремились как можно подробнее изучить и задокументировать их.
Сперва Скорсби Рутледж отправился к микмакам, проживавшим в канадском Ньюфаундленде. Рутледж провёл с ними несколько месяцев, освоив местные способы охоты и овладев навыками резьбы по дереву.
В 1902 году Скорсби Рутледж посетил народ кикуйю в Британской Восточной Африке (ныне Кения). Рутледж организовал свой базовый лагерь в Форт-Холле, который тогда был отдаленным городком, расположенным в шестидесяти милях к северо-востоку от Найроби. В лагере было даже помещение, подходящее для проявки фотографий. Из своего базового лагеря Рутледж совершал поездки по землям кикуйю, собирая этнографический материал. 

### Брак
В 1906 году, во время поездки в Неаполь и Помпеи, Скорсби Рутледж познакомился с выпускницей Оксфорда Кэтрин Пиз, дочерью богатого промышленника-квакера, которая в полной мере разделяла его интерес к науке, особенно антропологии. Вскоре после этого они поженились. Этот союз был довольно необычным для своего времени: жениху было уже 46 лет, а невесте — 40. Брак не только подарил Рутледжу единомышленницу, но и обеспечил финансовую возможность для самостоятельной организации экспедиций по своему усмотрению. 
После заключения брака, Скорсби, теперь вместе с Кэтрин, вернулся в Восточную Африку еще на два года, чтобы продолжить изучение кикуйю. В 1910 году супруги издали книгу, совместно написанную по мотивам путешествия, под названием «С доисторическим народом кикуйю в Британской Восточной Африке». В этой книге Кэтрин, в частности, особо останавливалась на описании положения женщин у этого народа. В целом же Рутледжи создали настоящую энциклопедию, где описывались самые разные аспекты жизни кикуйю: методы строительства хижин, разведения огня, музыки и гончарного дела, религиозные верования, фольклор и т.д. Книгу украшали 136 фотографий, собственноручно сделанных исследователями. Помимо немалой научной тщательности, книга содержала определённый гуманистический посыл: Рутледжи призывали британский парламент предпринять усилия по сохранению традиционного образа жизни африканских этнических групп, а сами эти группы сравнивали с англами и саксами, утверждая, что изучение африканцев способно помочь британскому читателю больше узнать о жизни собственных предков и давней истории собственной страны.
Рутледжи также коллекционировали предметы материальной культуры кикуйю, включая колчаны, стрелы и другое оружие, глиняную посуду, инструменты и украшения, которые были переданы в дар Британскому музею и Музею Питт-Риверса в Оксфорде.

### Остров Пасхи
По предложению Британского музея, Рутледжи приняли решение за свой счёт снарядить этнографическую экспедицию на остров Пасхи. В 1913 году они оплатили постройку парусной яхты по оригинальному проекту, которую назвали «Мана». Это была великолепная 90-футовая шхуна, способная выдерживать долгие морские переходы. На ней Рутледжи, в сопровождении ещё 21 человека (включая матросов), отплыли из Фалмута, и, проведя в морском путешествии больше года, в 1914 году прибыли на остров Пасхи, обогнув Аргентину через Магелланов пролив. Путешествие «Маны», парусной шхуны, которая в конечном итоге преодолела более 100 000 миль, привело к тому, что Скорсби Рутледж был награжден переходящим кубком Королевского круизного клуба, который не присуждался с 1876 года. Путешествию Рутледжей уделяли внимание центральные британские газеты, в том числе, «The Times».
Скорсби и Кэтрин были первыми квалифицированными учеными, которые провели профессиональные археологические исследования на острове Пасхи. Кроме того, опрашивая рапануйцев — коренных жителей, к тому моменту уже сильно ассимилированных и крещёных в католичество, супруги собрали богатый этнографический материал. 
На острове Пасхи Рутледжей застало начало Первой Мировой войны, однако, им удалось избежать интернирования бросавшим на острове якорь немецким флотом, так как остров Пасхи являлся (и является до сих пор) территорией Чили, а не Великобритании. Тем не менее, начало войны, возможно, сократило пребывание Рутледжей на острове Пасхи, и уже в 1915 году, также на яхте, они вернулись в Великобританию. В дальнейшем Кэтрин описала их совместное путешествие в научно-популярной книге: «Тайна острова Пасхи: история одной экспедиции», которая выдержала два издания. В последующие годы она намеревалась написать на ту же тему более академическую работу, но эта идея и не была реализована.

### Дальнейшая жизнь
В 1920 году, после окончания Первой мировой войны, Скорсби один отправился в экспедицию на Ямайку, чтобы пересечь горы Джона Кроу. В интервью, которое Скорсби Рутледж дал газете «The Times» после возвращения, он описал трудности путешествия по влажному тропическому лесу с узкими тропами, идущими по горам, покрытым чрезвычайно пышной растительностью, препятствовавшей путешественникам до такой степени, что средняя скорость их продвижения составляла четверть мили в день. Тем не менее, Рутледжу с группой спутников (Кэтрин среди них не было) удалось пересечь хребет Джона Кроу с запада на восток в сопровождении группы местных проводников и британского энтузиаста доктора Кэмпбелла. 
В 1921–1923 годах Кэтрин и Скорсби предприняли совместную экспедицию на остров Мангарева в архипелаге Туамоту в Восточной Полинезии, однако книга об этом путешествии так и не была опубликована, поскольку отношения между супругами стали натянутыми. Тем не менее, они привезли с Мангаревы некоторые ценные экспонаты, включая созданную туземцами модель аутригер-каноэ, которая ныне является украшением музея Питт-Риверса. 
В 1923 году, по дороге на родину с Мангаревы, в Сиднее супруги разругались окончательно, и, вернувшись в Великобританию, проживали раздельно. В 1928 году Кэтрин Рутледж с согласия мужа (официально они не разводились) была помещена в психиатрическую больницу, откуда уже в дальнейшем не выходила. Тем не менее, Скорсби сохранил все работы Кэтрин и в дальнейшем подарил её архив Британскому музею и музею Питт-Риверса. Некоторые материалы Рутледжей хранятся также в архиве Королевского географического общества, действительным членом которого Скорсби был с 1900 года. 
Последние годы Скорсби Рутледж проживал, в основном, на вилле на острове Кипр. Скончался он в Лондоне 31 июля 1939 году. Детей у них с Кэтрин не было. После смерти Уильяма Скорсби Рутледжа все бумаги, найденные на его кипрской вилле, также были отправлены в Королевское географическое общество, где поступили на хранение в архив.